# Marie-Josephine Gaudette
Marie-Josephine Gaudette   (Manchester, 25 de març de 1902 - Roma, 13 de juliol de 2017) Gaudette, RJM, també coneguda com a Germana Cecilia, va ser una supercentenaria estatunidenca nacionalitzada italiana, que va viure 115 anys i 110 dies. Va ser la degana d'Itàlia des del 15 d'abril de 2017, després de la mort d'Emma Martina Luigia Morano.

## Biografia
Nascuda a Manchester, New Hampshire, de pares canadencs, va prendre la decisió de convertir-se en monja des de molt jove, i als 21 anys va prendre els vots. Després de viure al Canadà i França, on va ensenyar art i música, el 1958 es va instal·lar en un convent a Roma, on va continuar residint fins a la seva mort, prenent el nom de Germana Cecília, en honor de Santa Cecília, mecenes de la música. Es va unir a la Congregació de Religioses de Jesús-Maria.
Durant les eleccions presidencials estatunidenques del 2008, la decisió de participar en la votació va atreure l'atenció dels mitjans de comunicació, convertint-la en una de les votants més ancianes, a l'edat de 106 anys.
Va morir el 13 de juliol de 2017, als 115 anys. De moment, ocupa el 39è en la llista de persones més longeves, entre les documentades amb certesa.